# Hội quán Quảng Triệu (Thành phố Hồ Chí Minh)

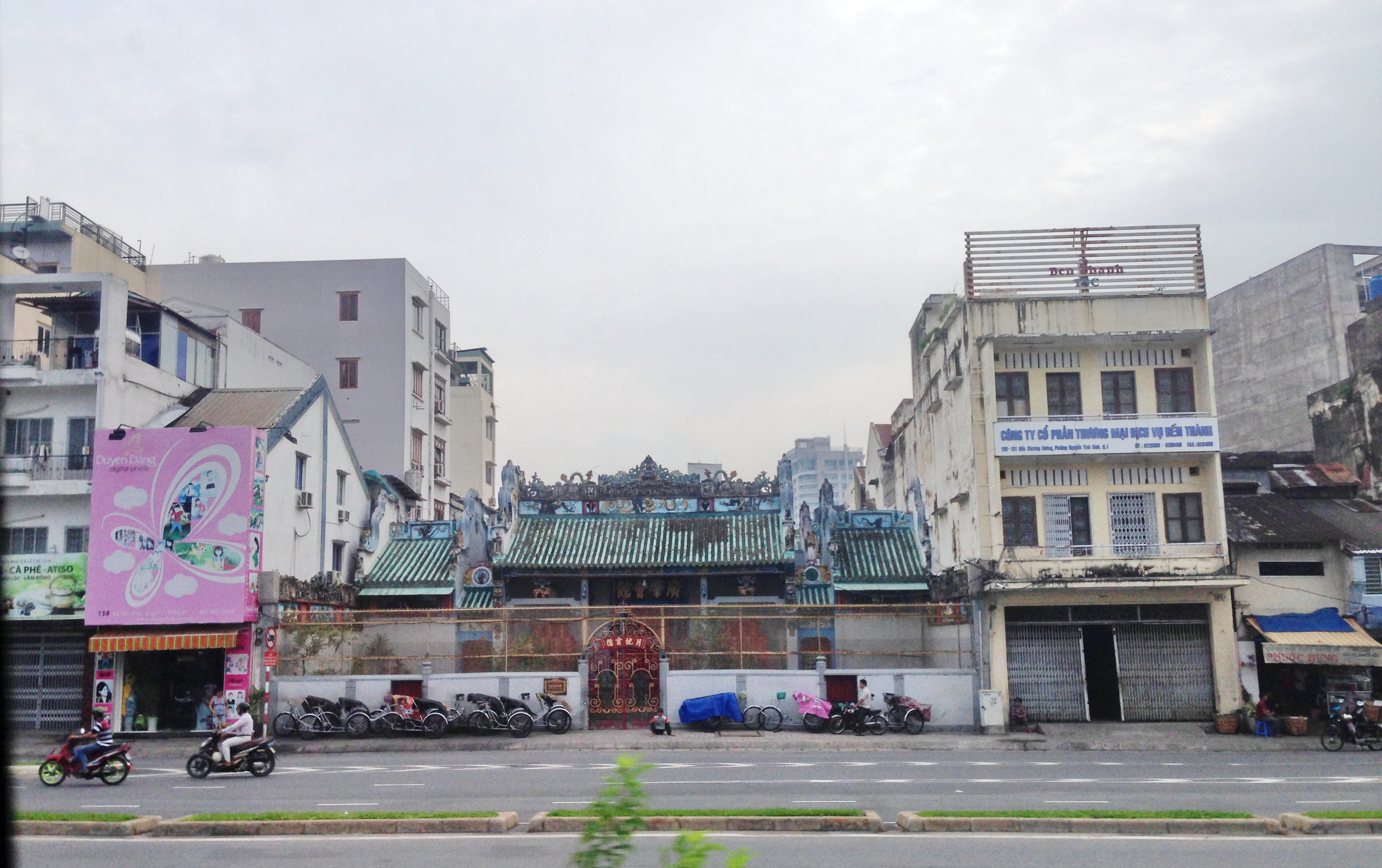
Hội quán Quảng Triệu

Hội quán Quảng Triệu (chữ Hán: 廣肇會館), còn được gọi là Miếu Thiên Hậu hay Chùa Bà Cầu Ông Lãnh, là một cơ sở tín ngưỡng tại địa chỉ số 156 đường Võ Văn Kiệt (số cũ là 122 Bến Chương Dương), phường Nguyễn Thái Bình, Quận 1, Thành phố Hồ Chí Minh. Nơi đây vốn là địa điểm sinh hoạt của người Hoa gốc hai phủ Quảng Châu và Triệu Khánh, tuy nhiên nay đã trở thành cơ sở chung của cộng đồng người Việt lẫn người Hoa.
Miếu Thiên Hậu được Bộ Văn hóa – Thông tin (nay là Bộ Văn hóa, Thể thao và Du lịch) xếp hạng di tích kiến trúc nghệ thuật cấp quốc gia vào ngày 25 tháng 4 năm 1998.

## Lịch sử
Hội quán Quảng Triệu xây dựng từ năm Đinh Hợi Quang Tự thứ 13 thời nhà Thanh (1887). Năm 1920, hội quán bị hỏa hoạn và đến năm Nhâm Tuất (1922), bang Quảng Đông Sài Gòn đứng ra quyên góp tiền để tái thiết. Năm 1972, hội quán được trùng tu và xây dựng thêm các công trình phụ.
Ngày nay địa điểm này là cơ sở tín ngưỡng chung cho cộng đồng khu vực này, bao gồm cả người Việt và người Hoa. Ngoài các hoạt động lễ hội – tín ngưỡng, hội quán Quảng Triệu còn hoạt động tích cực trong công tác từ thiện và giáo dục.

## Kiến trúc
Di tích nằm trên một khuôn viên tương đối lớn, mặt bằng tổng thể được chia thành 3 trục: trục chính ở giữa và hai trục phụ hai bên, tạo thành một mặt bằng hình chữ "khẩu" hoặc chữ "quốc". Kiến trúc hội quán được xây dựng theo sơ đồ "nội công ngoại quốc" với tiền môn, thiên tỉnh, trung điện, nhà hương, chính điện. Công trình còn nổi bật với các tác phẩm điêu khắc đá, gỗ và đặc biệt là khối lượng đồ sộ các tiểu tượng sành men màu, làm từ gốm Cây Mai lẫn sản phẩm của gốm lưu ly Thạch Loan – Mỹ Ngọc.

## Thờ tự
Thiên Hậu Thánh mẫu là đối tượng thờ chính tại đây, hai bên là Kim Hoa nương nương (Kim Hoa Thánh mẫu) và Long Mẫu nương nương. Ngoài ra, miếu còn thờ nhiều vị thần khác như: Bắc Đế (Chơn Võ), Văn Xương đế quân, Quan Âm Bồ Tát, Ngọc Hoàng, Quan Thánh đế quân, Tài Bạch Tinh quân, Cửu Thiên Huyền Nữ... Do đó, lịch lễ hàng năm của miếu rất phong phú, gồm có:
- 1 tháng giêng: Tết Nguyên Đán
- 9 tháng giêng: Vía Ngọc Hoàng
- Rằm tháng giêng: Tết Nguyên Tiêu
- 23 tháng 3: Vía Thiên Hậu Thánh mẫu
- 17 tháng 4: Vía Kim Hoa Thánh mẫu
- 8 tháng 5: Vía Long Mẫu nương nương
- 24 tháng 6: Vía Quan Thánh đế quân
- 22 tháng 7: Vía Tài Bạch Tinh quân.[6]